# Hypsophrys
Hypsophrys és un gènere de peixos pertanyent a la família dels cíclids.

## Distribució geogràfica
Es troba a Centreamèrica.

## Taxonomia
- Hypsophrys nematopus (Günther, 1867)[3]
- Hypsophrys nicaraguensis (Günther, 1864)[4][5][6][7][8][9][10]